# Bibelzentrum Schleswig
Das Bibelzentrum Schleswig (vormals: Nordelbisches Bibelzentrum) ist – wie das Bibelzentrum Barth – eine Bildungseinrichtung der Evangelisch-Lutherischen Kirche in Norddeutschland. 

## Geschichte
Das Bibelzentrum wurde im Jahr 1993 im Haus des Klosterprobsten des adeligen Damenstifts St. Johanniskloster zu Schleswig gegründet und im darauffolgenden Jahr, gefördert von der Deutschen Bibelgesellschaft, eröffnet. Es befand sich von 1993 bis 2012 in der Trägerschaft der Nordelbischen Bibelgesellschaften und wurde 2013 als „Bibelzentrum Schleswig“ in die Trägerschaft der Evangelisch-Lutherischen Kirche in Norddeutschland übernommen.

## Ziele
Das Bibelzentrum möchte neue Zugänge zur Bibel erschließen: lebendig, erfahrungsbezogen und ganzheitlich. Dabei werden Menschen aller Altersgruppen angesprochen und fortgebildet, die – unabhängig von kirchlicher Bindung und persönlicher Glaubenseinstellung – Interesse daran haben, sich über biblische Inhalte zu informieren und sich mit ihnen auseinanderzusetzen. Ziel ist es, die verborgenen Schätze und Lebensweisheiten der Bibel neu zu entdecken. 

## Mitarbeiter
- 1993–2000: Pastor Dieter Andresen
- 1993–2019: Pastorin Gisela Andresen
- 1993–2003: Pastor Karsten Winter
- seit 2004: Pastor Michael Bruhn
- seit 2019: Religionspädagogin Julia Henningsen

## Angebote und Programm

### Bibelgarten
Der Bibelgarten des Bibelzentrums auf dem Gelände des St. Johannisklosters Schleswig wurde 1996/97 von der Landschaftsgärtnerin Gudrun Lang aus Hamburg angelegt. Hier werden biblische Pflanzen gezeigt, die im norddeutschen Klima wachsen können. Hinzu kommen Symbolpflanzen der jüdisch-christlichen Tradition und Legende. Der vordere, in sich abgeschlossene Teil der Gartenanlage hat die typische Form eines Klostergartens, in dem die Wege ein Kreuz bilden. Der Findling im Zentrum dieses Teils erinnert an eine biblische Geschichte: Mose schlägt auf Gottes Geheiß für das durstige Volk Israel mit seinem Stab Wasser aus dem Felsen (2 Mos 17 ). Im dahinter liegenden Skulpturenpark unter altem Baumbestand finden sich weitere biblische Pflanzen sowie Symbolpflanzen und Steinskulpturen mit biblischen Motiven.

### Skulpturenpark
Sieben Bildhauer haben 1999 für den Garten des Nordelbischen Bibelzentrums im St. Johanniskloster Steinskulpturen zum Thema „Prophetie“ geschaffen. In einem Steinbruch bei Anröchte in Westfalen wurden die Skulpturen aus einem Millionen Jahre alten, grünlichen Kalksandstein herausgehauen. Muschel- und Pflanzeneinschlüsse zeigen die zu Stein gewordene Verbindung von Sand, Meerwasser und den lebendigen Organismen eines längst vergangenen Biotops. Stein als archaisches Material ist seit jeher von Menschen symbolisch-gestalterisch genutzt worden, besonders im Dialog zwischen Kunst und Religion. Mit Steinen verbinden sich in allen Kulturen Heiligtum und Unvergänglichkeit. Darum wurde dieser Stein von den Künstlern ausgewählt, als sie im Jahre 1999 den Auftrag bekamen, in einem Symposium zur Jahrtausendwende den biblischen Propheten erneut Gestalt und Ausdruck zu verleihen.
Seit 2006 gibt es den neuen Teil des Skulpturenparks „Tiere der Bibel“. Fünf namhafte Künstler schufen in einem Steinbruch in Anröchte fünf biblische Tierskulpturen.

### Schleswiger Jesusboot

#### Bootsfund am See Genezareth
Im Jahr 1986 war der Wasserspiegel des Sees Genezareth in Israel so niedrig, dass der Grund sichtbar wurde. Zwei junge Männer entdeckten auf einem Spaziergang am Ufer südlich ihres Kibbuz Ginnossar die Umrisse eines gesunkenen Bootes. Das Boot konnte geborgen werden. Archäologen datieren es in die Zeit zwischen 100 v. Chr. bis 70 n. Chr. Es stammt so möglicherweise aus der Zeit Jesu und wird deshalb auch Jesus-Boot genannt. Der Bootsrest war 8,50 m lang und 2,30 m breit. Es ist aus einem Eichenrahmen und Zedernplanken gebaut, hatte vier Riemen, ein Seitenruder und ein viereckiges Rahsegel. Wahrscheinlich wurde es zum Fischfang eingesetzt, war aber auch dazu geeignet, Personen und Güter zu transportieren. Aufgrund der Größe konnte es 15 Passagiere, einschließlich einer fünfköpfigen Besatzung, und Ladung aufnehmen.

#### Bootsnachbau

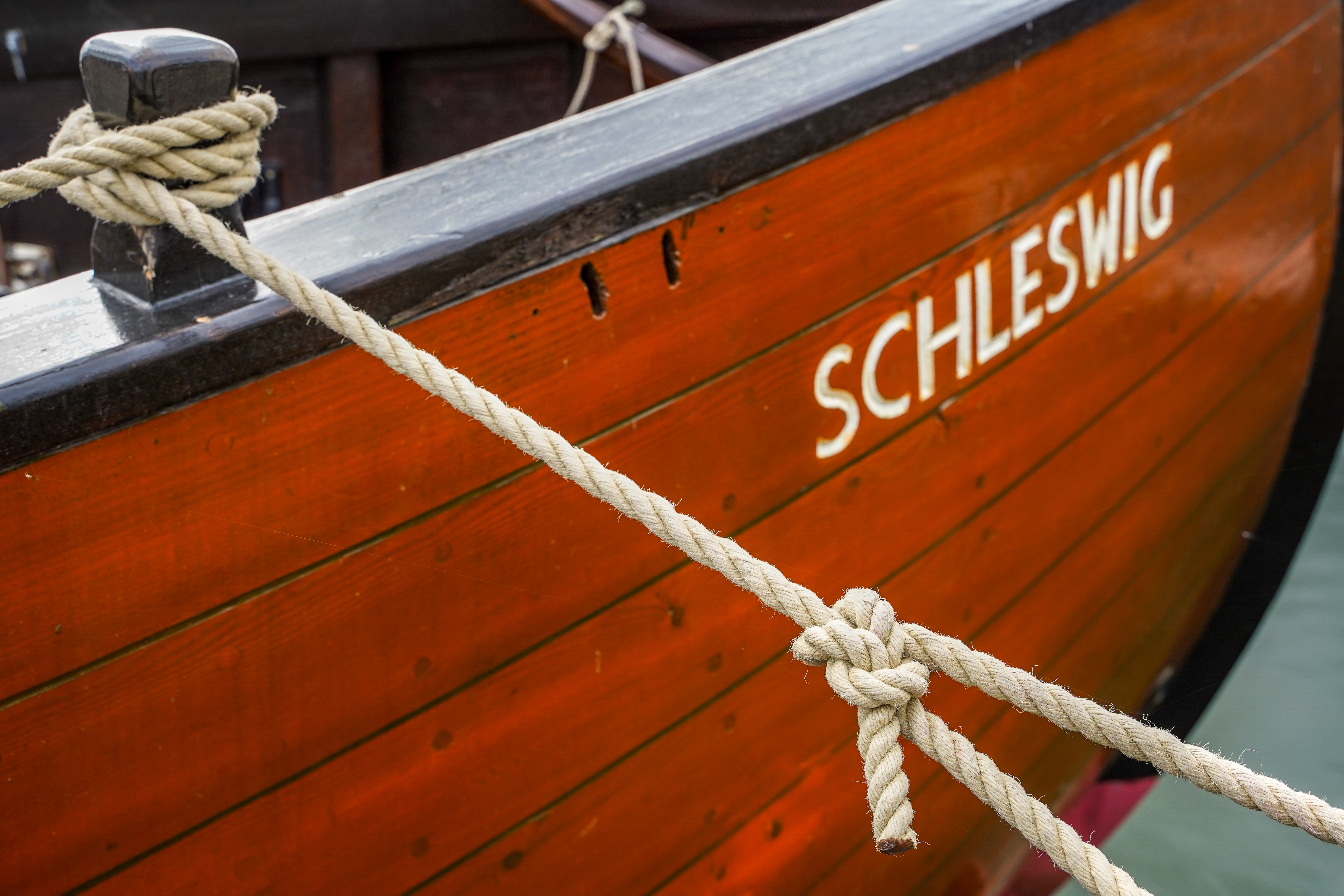
Nachbau des Bootes

Auf der Flensburger Museumswerft ist für das Bibelzentrum Schleswig ein solches Boot in schwimmfähiger Ausführung nachgebaut worden, auf dem erlebnispädagogische Fahrten auf der Schlei angeboten werden. Die vielen See- und Meeresgeschichten der Bibel können dabei Kindern und Erwachsenen anschaulich nahe gebracht werden. Bei ökologischen Fahrten kann die Schlei als ein besonders schönes und schützenswertes Gewässer erlebt werden. So passt das Jesusboot gut zu den anderen Angeboten des Bibelzentrums Schleswig, in denen die Geschichte und die Geschichten der Bibel ganzheitlich und mit allen Sinnen erlebt werden.
Der Name des Jesusbootes „Ichthys“ bedeutet in der altgriechischen Sprache „Fisch“; die einzelnen Buchstaben symbolisieren zugleich ein kurzes christliches Bekenntnis: „Jesus Christus - Gottes Sohn - Heiland“.

### Publikationen (Auswahl)
- Ein Führer durch das Bibelzentrum
- Bilder und Texte zu den Skulpturen im Garten
- Pflanzen im Bibelgarten
- Tiere der Bibel
- Schleswiger Jesusboot
- Spuren der Bibel in Schleswig